# Axe historique

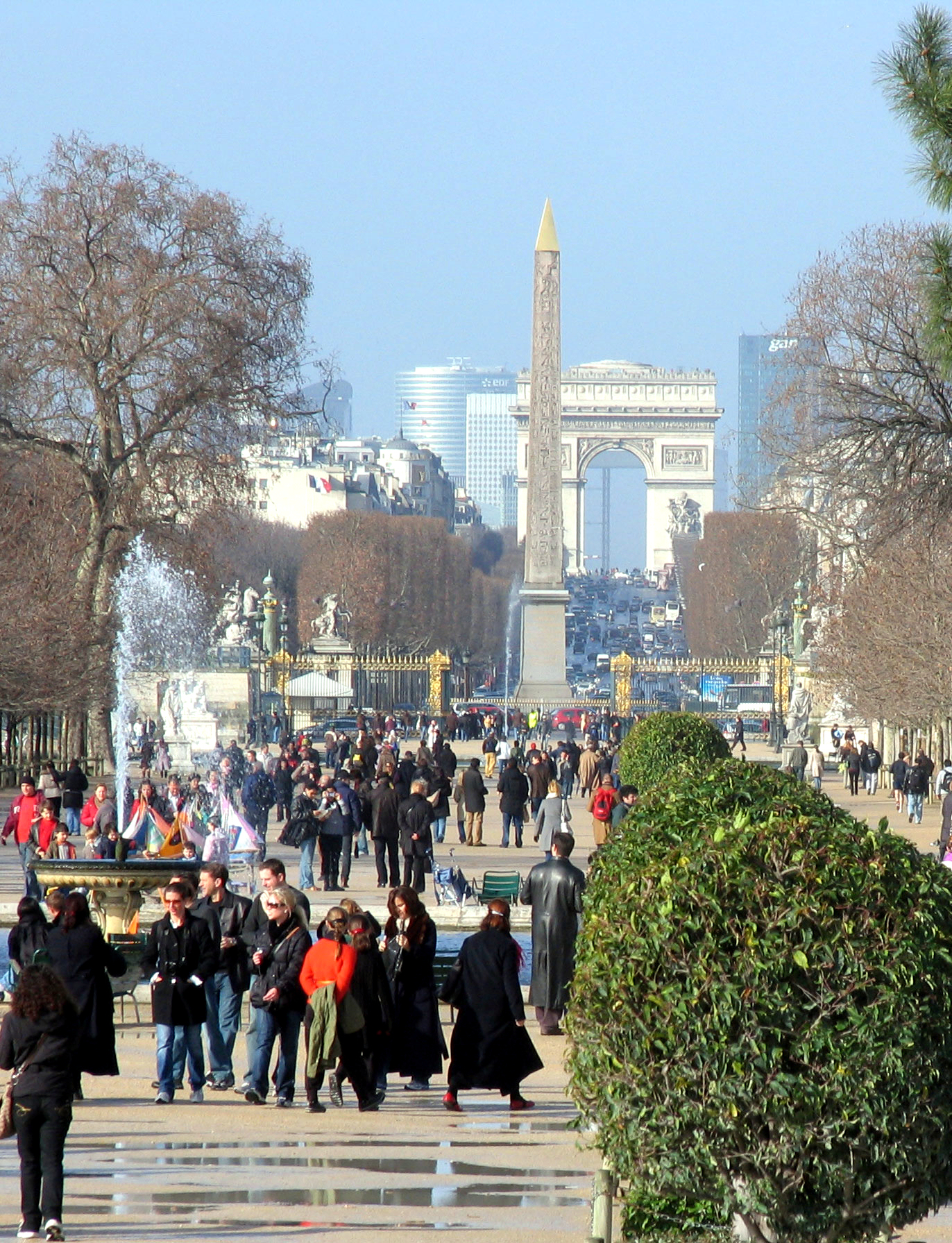
Eixo histórico visto depois das Tuileries

O Axe historique ou Eixo histórico é uma linha de monumentos, edifícios e vias públicas que se estende do centro de Paris, na França, a oeste. Também é conhecido como "Voie royale" ("Via real") ou "Voie Triomphale" ("Via Triunfal").

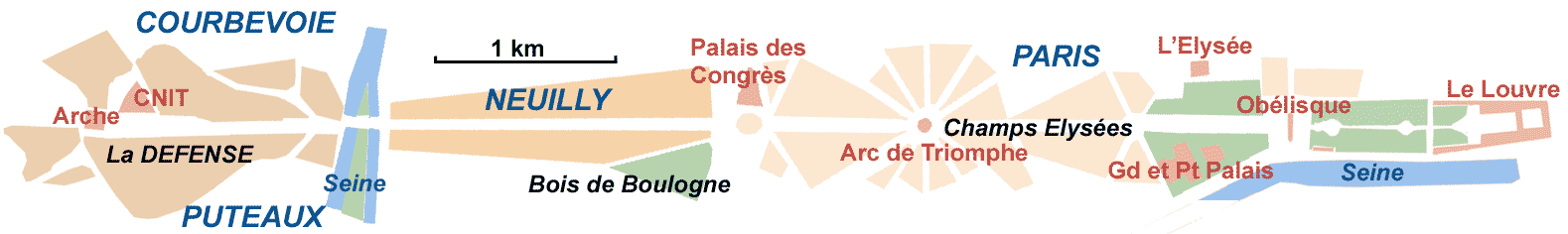
Os monumentos atravessados pelo eixo histórico

## História
Em 1599, a pedido do rei Henrique IV, é traçada uma rota a partir do Louvre para o castelo de Saint-Germain, que será gradualmente alargada e embelezada ao longo dos séculos para se tornar o eixo histórico de Paris, terminando atualmente no Grande Arche.
A pedido de Luís XIV, Le Nôtre alinha a linha do eixo no pavilhão central do Palácio das Tulherias (hoje demolido), e no corredor do Jardins das Tulherias e depois construiu uma ponte de madeira que atravessa o Sena. De acordo com Luís XVI, a ponte de madeira ruiu na sequência de um acidente. Ela foi substituída por uma ponte de pedra, a Pont de Neuilly.
Mas foi no século XIX que o eixo tomou a forma que tem hoje.
Sob o Primeiro Império, a avenida leva o nome do paraíso grego, o Champs-Elysées, e começa a se cobrir de palácios e de hotéis particulares. Napoleão coroa a avenida do imponente Arco do Triunfo, depois o Obelisco que fica na Place de la Concorde e os dois chafarizes que o cercam. Na avenida, os edifícios Haussmann substituíram os hotéis particulares e os lugares das marcas de luxo futuras (Louis Vuitton, Guerlain) lá se estabeleceram. A área arborizada é convertida em uma garagem e jardins, com fontes, restaurantes luxuosos, teatros.
A avenue des Champs-Élysées é continuada pela avenue de la Grande Armée após o arco, uma das doze avenidas (Champs-Élysées, Friedland, Hoche, Wagram, Mac-Mahon, Carnot, Grande-Armée, Foch, Victor Hugo, Kléber, léna e Marceau) da Place de l'Etoile.
Um projeto de desenvolvimento liderado pelo Etablissement Public d'Aménagement (EPA) Seine-Arche, em Nanterre, o eixo histórico se estende até o Sena. Esta operação de interesse nacional articula um conjunto de ligações e de construções que cercam a criação de vinte terraços combinando a morfologia do terreno: 292.000 m² de residências, 217 mil m² de escritórios e atividades, 100 mil m² de lojas, serviços e atividades e 35.000 m² de equipamentos públicos. Sobre este sítio cortado pelas ligações rodoviárias e ferroviárias, elas emitem um espaço público central de cerca de 80 metros de largura e 3,2 km, reservando uma pista para a circulação local.